# Leuca Ori
Leuca Ori es una cordillera de la parte occidental de la isla de Creta, la cual puede deber su nombre (Montes blancos) a la nieve que corona sus cimas o a la blancura de sus acantilados calcáreos.
Los Leuca Ori, que se elevan a unos 2462 metros, están desprovistos de vegetación y sólo se ve un poco de verdor en el fondo de sus valles. Se llaman también montes Esfaquiotas, a causa de las tribus dorias que se acantonaron allí como en una fortaleza. Y realmente, pocas montañas están mejor defendidas por la naturaleza. Algunas aldeas sólo son accesibles por el lecho de los torrentes, de modo que su comunicación queda interrumpida durante las lluvias. También el desfiladero o garganta de Hagio Rumeli en la vertiente meridional de las montañas es impracticable durante las tormentas.
En las alturas se extienden terrenos bastante unidos, pero inhabitables a causa del frío. Las aldeas de Askyfo ocupan una llanura, lecho de un lago desecado y defendido de los vientos por un muro circular de montañas.